# Rote Bergsteiger (Fernsehserie)
Rote Bergsteiger ist die erste „offizielle“ Fernsehserie der DDR, die 1967 von Regisseur Willi Urbanek, der zusammen mit Klaus Rümmler auch das Drehbuch schrieb, für den Deutschen Fernsehfunk (DFF) produziert wurde.
Die Serie schilderte den antifaschistischen Einsatz einer Gruppe sächsischer Bergsteiger, die in den Jahren 1933 bis 1936 gegen das NS-Regime Widerstand leisteten. Rote Bergsteiger beruhte dabei auf wahren Begebenheiten (siehe Vereinigte Kletterabteilung). Die Serie avancierte zu einem Quotenrenner für den DFF.

## Episodenliste
1. Bergfahrt mit Risiko
2. Die Burg in den Bergen
3. Abfahrt 18:01 Uhr
4. Misstrauen
5. Gewagtes Spiel
6. Zwei Schachteln Zigaretten
7. Der Gefangene im Forst
8. Großfahndung
9. Die Notadresse
10. Alarm an der Grenze
11. Treffpunkt Kaufhaus
12. Suche nach Brunhilde
13. Die Falle

## Weiterführende Informationen
Die Fernsehserie wurde hauptsächlich an Schauplätzen um Bad Schandau in der sächsischen Schweiz in schwarz-weiß gefilmt. Die Drehzeit betrug etwa zehn Monate und wurde von einer Vielzahl heute namhafter Schauspieler begleitet. In der Serie musste viel improvisiert werden, so dass auch etliche Laiendarsteller wie auch Statisten zum Zuge kamen.